# Hr.Ms. Van Kinsbergen (1939)
De Hr.Ms. Van Kinsbergen (U 93, N 3, K425, F 804, A 876) was een kanonneerboot gebouwd door de Rotterdamse scheepswerf RDM. Na de indienststelling in 1939 moest het schip de oude pantserkruiser Hr. Ms. Gelderland als artillerie-instructieschip vervangen. Het schip is genoemd naar luitenant-admiraal Jan Hendrik van Kinsbergen en gedoopt door mevrouw A. van Dijk-Wierda, echtgenote van de toenmalige minister van Defensie Jannes van Dijk.

## De Van Kinsbergen vóór de Tweede Wereldoorlog
Door het uitbreken van de oorlog in West-Europa kon de Van Kinsbergen de rol als artillerie-instructieschip op de Noordzee niet uitoefenen. Hierop werd besloten de Van Kinsbergen naar West-Indië te sturen. Tijdens de voorbereidingen op de tocht naar West-Indië bezocht Koningin Wilhelmina de Van Kinsbergen. Op 2 oktober begon de Van Kinsbergen aan de overtocht naar West-Indië, tijdens deze tocht begeleidde het schip de onderzeeboten O 15 en O 20. Vanwege de veiligheid ging de overtocht niet door het Kanaal maar voer men om de Britse eilanden heen naar de Azoren. Op 14 oktober liepen de schepen de haven van Ponta Delgada binnen. Op 18 oktober nadat een aantal reparaties hadden plaatsgevonden vertrok het drietal schepen naar Curaçao waar het konvooi na Puerto Rico te hebben aangedaan op 31 oktober arriveerde.

## De Van Kinsbergen tijdens de Tweede Wereldoorlog
Tijdens de Duitse aanval op Nederland in 1940 bevond de Van Kinsbergen zich op Curaçao. Op dat moment waren op Curaçao ook zeven Duitse koopvaarders aanwezig die asiel hadden aangevraagd, maar ook de opdracht hadden gekregen de schepen te vernietigen dan wel te ontsnappen; als ze dit niet zouden doen zouden ze later vervolgd kunnen worden volgens de orders. De Van Kinsbergen had de opdracht gekregen te voorkomen dat de bemanning de schepen zou vernietigen. Naast de bemanning van de Van Kinsbergen werden ook mariniers ingezet bij deze actie. De Duitse koopvaardijschepen lagen verspreid rond Curaçao: de Vancouver en Este lagen in de Caracasbaai, de Henry Horn, Karibia, Patricia, Frisia en Almania lagen in de Fuikbaai. Eerst werden de schepen liggend in de Caracasbaai geënterd, deze twee schepen werden zonder al te veel moeite in beslag genomen. Van de vijf schepen in de Fuikbaai wist de Duitse bemanning op de Patricia, Frisia en Alemania brand te stichten. De branden konden geblust worden, waardoor ongeveer 25.700 ton aan vrachtschepen voor de Geallieerde vloot werden behouden.
In het begin van de oorlog bestond de taken uit het patrouilleren van de Franse eilanden in West-Indië. Tijdens deze patrouilles heeft ze een Duits koopvaardijschip in brand kunnen steken en twee Franse koopvaardijschepen intact kunnen veroveren. Na de aanval op Pearl Harbor in 1941 werd de Van Kinsbergen ingezet voor het begeleiden van konvooien in de Caribische Zee.

## De Van Kinsbergen na de Tweede Wereldoorlog
Na de Tweede Wereldoorlog arriveerde het schip op 31 augustus 1945 in Rotterdam waar het klaargemaakt werd om naar Nederlands-Indië te vertrekken. In maart 1946 ondersteunde de Van Kinsbergen de landing op Lombok. Na de politionele acties in Indonesië keerde het schip in 1950 terug naar Nederland en werd het schip wederom opnieuw gekwalificeerd, ditmaal als fregat. Op 12 februari 1952 vertrok de Van Kinsbergen vanuit Den Helder opnieuw richting het oosten, ditmaal naar Nieuw-Guinea, waar het op 21 maart in Sorong aankwam. Het schip verbleef tot december 1954 in Nieuw-Guinea om op 5 februari 1955 terug te keren naar Nederland waar het per 1 november 1955 dienstdeed als logementsschip in Vlissingen. Nadat de Van Kinsbergen op 29 mei 1959 uit dienst was genomen, werd het schip als oefenobject gebruikt en afgemeerd in de marinehaven van Amsterdam door de opleidingen van TOKM door machinisten, radio-radar school en elektromonteurs. Op 19 februari werd het schip voor de sloop verkocht aan het bedrijf van Heyghen uit Gent.